# Серчихи (бывшее село)
Серчихи — урочище в Шаройском районе Чеченской Республики Российской Федерации. Представляет собой развалины покинутого села.

## География
Расположено на левом берегу реки Хуландойэхк, в правобережье верхнего течения реки Шароаргун, севернее горы Доносмта, к юго-западу от районного центра Химой.
Ближайшие населённые пункты: на северо-востоке — село Кесалой, на юго-востоке — село Хуландой.